# Liste der Wappen im Bezirk Lilienfeld
Diese Liste beinhaltet – geordnet nach der Verwaltungsgliederung – alle in der Wikipedia gelisteten Wappen des Bezirks Lilienfeld (Niederösterreich). In dieser Liste werden die Wappen mit dem Gemeindelink angezeigt. Die Fußnoten verweisen auf die Blasonierung des entsprechenden Wappens.

## Bezirk Lilienfeld

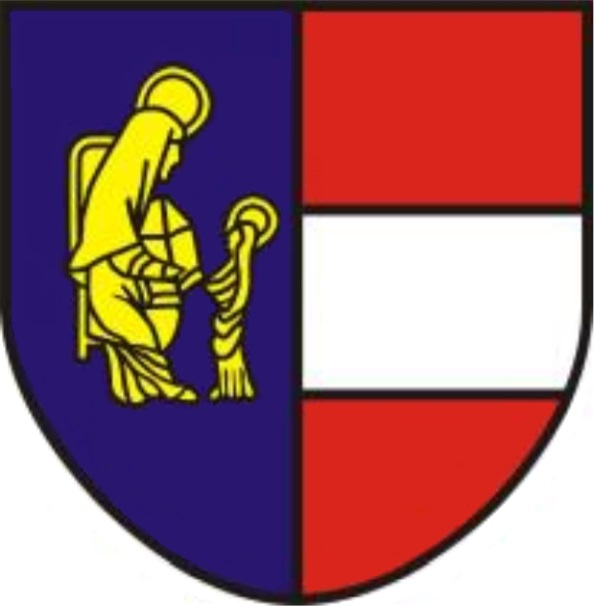
Annaberg
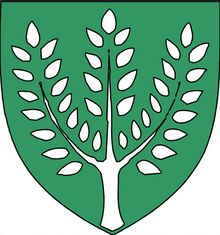
Eschenau
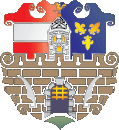
Hainfeld
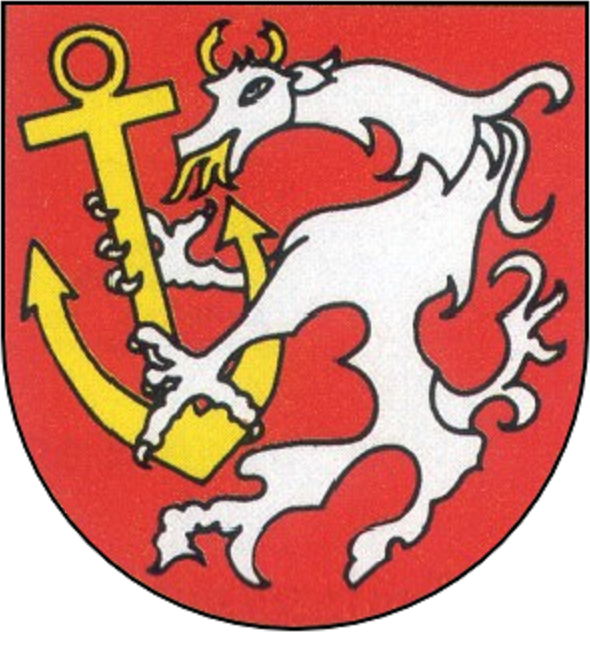
Hohenberg
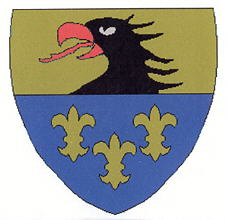
Kaumberg
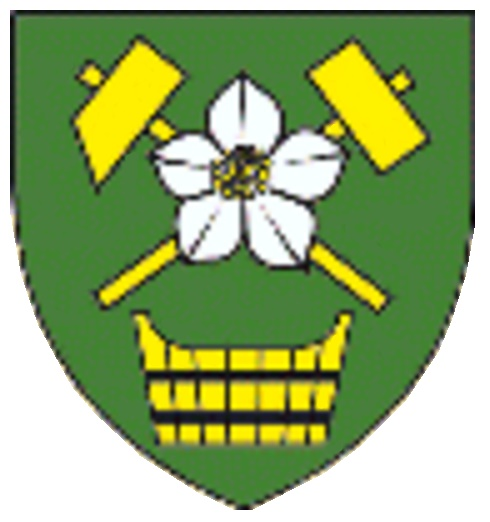
Kleinzell
Lilienfeld
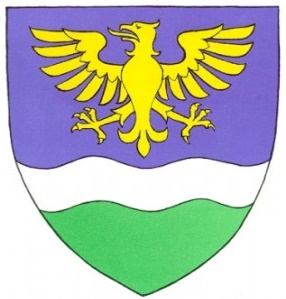
Mitterbach am Erlaufsee
Ramsau
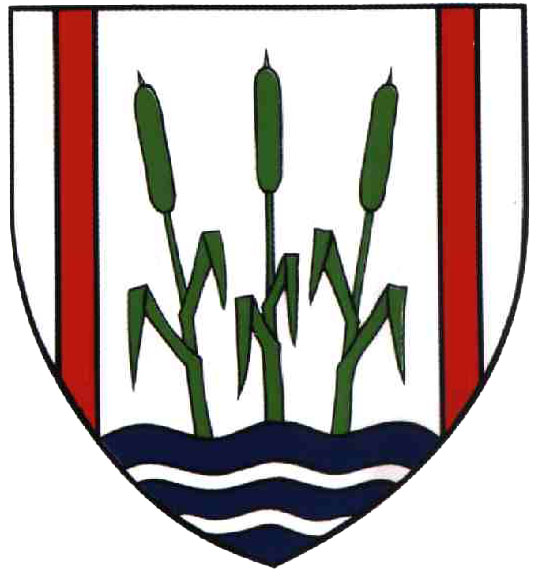
Rohrbach an der Gölsen
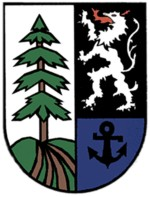
St. Aegyd am Neuwalde
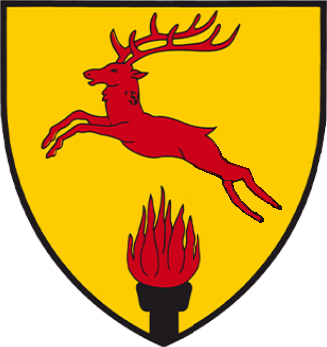
St. Veit an der Gölsen
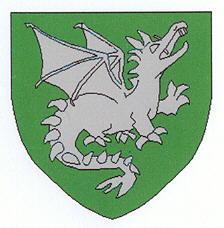
Traisen
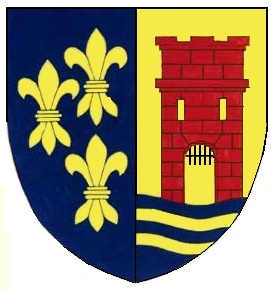
Türnitz